# Ceratopogon fuscipes
Ceratopogon fuscipes är en tvåvingeart som först beskrevs av Zetterstedt 1850.  Ceratopogon fuscipes ingår i släktet Ceratopogon och familjen svidknott.
Artens utbredningsområde är Danmark. Inga underarter finns listade i Catalogue of Life.